# Atari Jaguar
Der Atari Jaguar ist eine stationäre Spielkonsole der Atari Corporation, die erstmals am 23. November 1993 in den Vereinigten Staaten veröffentlicht wurde. Sie ist mit einem Motorola 68000 Prozessor und zwei Spezialchips, auf denen die Rechenleistung basiert, ausgestattet.

## Geschichte
Die Konsole wurde maßgeblich von den Flare2-Chipdesignern Martin Brennan und John Mathieson entwickelt. Die Fertigung erfolgte in Kooperation mit IBM in Charlotte, North Carolina. Diese letzte von Atari verwirklichte Spielekonsole war trotz für die damalige Zeit fortschrittlicher Technik kein kommerzieller Erfolg. Zum Start der Konsole setzte Atari im Weihnachtsgeschäft 1993 rund 17.000 Einheiten ab, bis Ende 1994 waren es insgesamt knapp 100.000, Ende 1995 rund 125.000 Konsolen. Mitte 1995 stellte Atari die Produktion ein und verzeichnete Anfang 1996 neben den verkauften Geräten noch einen Lagerbestand von 100.000 unverkauften Einheiten. Die geschätzten Verkaufszahlen für die JaguarCD-Laufwerkserweiterung liegen zwischen 25.000 und 50.000 Einheiten. Nach dem Reverse Merger mit dem Festplattenhersteller JTS 1996 löste Atari sein europäisches Lager in den Niederlanden auf und verkaufte alle Jaguar-Restbestände an Wiederverkäufer wie Tiger Direct in den USA; in Europa kaufte das Softwarehaus Telegames größere Bestände aus dem Lager-Abverkauf.
Für das Gerät sind über 100 Spiele zumeist auf Modul offiziell erschienen. Vor der Einstellung sämtlicher Jaguar-Produkte durch Atari wurden noch einige wenige Jaguar CD Units verkauft. Einige Hersteller (u. a. Songbird Productions, Starcat Developments) produzierten bis heute neue sogenannte „homebrew“-Titel oder veröffentlichen Beta-Versionen von Spielen, die es nicht mehr offiziell in den Verkauf geschafft haben. Durch die immer noch sehr aktive Atari-Community entsteht ständig neue Software. Aber auch neue Hardware, wie das Skunkboard, eine Art Entwickler-Kit, finden ihren Weg in die Community.

## Technik
Der 68000er Prozessor des 1993 erschienenen Geräts ist mit 13,295 MHz getaktet. Die Rechenleistung basiert auf einem 64-Bit-Grafik- sowie einem 32-Bit-Sound-Chip. Die beiden Spezialchips mit den Namen Tom und Jerry enthalten jeweils einen frei-programmierbaren Prozessor, somit sind drei Prozessoren verfügbar. Die Prozessoren in Tom und Jerry haben kleine Speicher, aus denen kleine Routinen besonders schnell ausgeführt werden. Keiner der drei Prozessoren arbeitet mit 64-Bit Registern, doch der Grafikprozessor in Tom hat einen Bus der vollen 64-Bit Breite. Da ein Pixel des Jaguar aus 4 Byte besteht, erlaubt der Bus die gleichzeitige Übertragung von zwei Pixeln. Der Objektprozessor und der Blitter im Tom sind register-programmierbar.
Der 68000er arbeitet intern mit 32 und extern mit 16-Bit (Datenbus) und war nur für das Booten und Konfigurieren der Konsole vorgesehen. Da auch der Hauptprozessor den Bus und den DRAM belegt, wenn er aktiv ist, kostet es die Konsole an Rechenleistung die ansonsten für Grafik zur Verfügung stände.
Die Konsole hat vier 512-KByte-DRAM-Chips, die zusammen 2 MB Hauptspeicher ergeben, dieser ist über eine 64-Bit Schnittstelle an den Grafikprozessor Tom angebunden. Der Grafikchip Tom unterstützt Hardware-Scrolling, Gouraud Shading und Skalierung (Texture Mapping, Morphing dagegen nicht). Da die GPU eine frei-programmierbare RISC CPU ist, unterstützt sie grundsätzlich jede Funktion.
Die Steckmodule können bis zu sechs MB Software enthalten und teilweise den Spielstand auf EEPROM speichern.

## Zubehör

### Pads

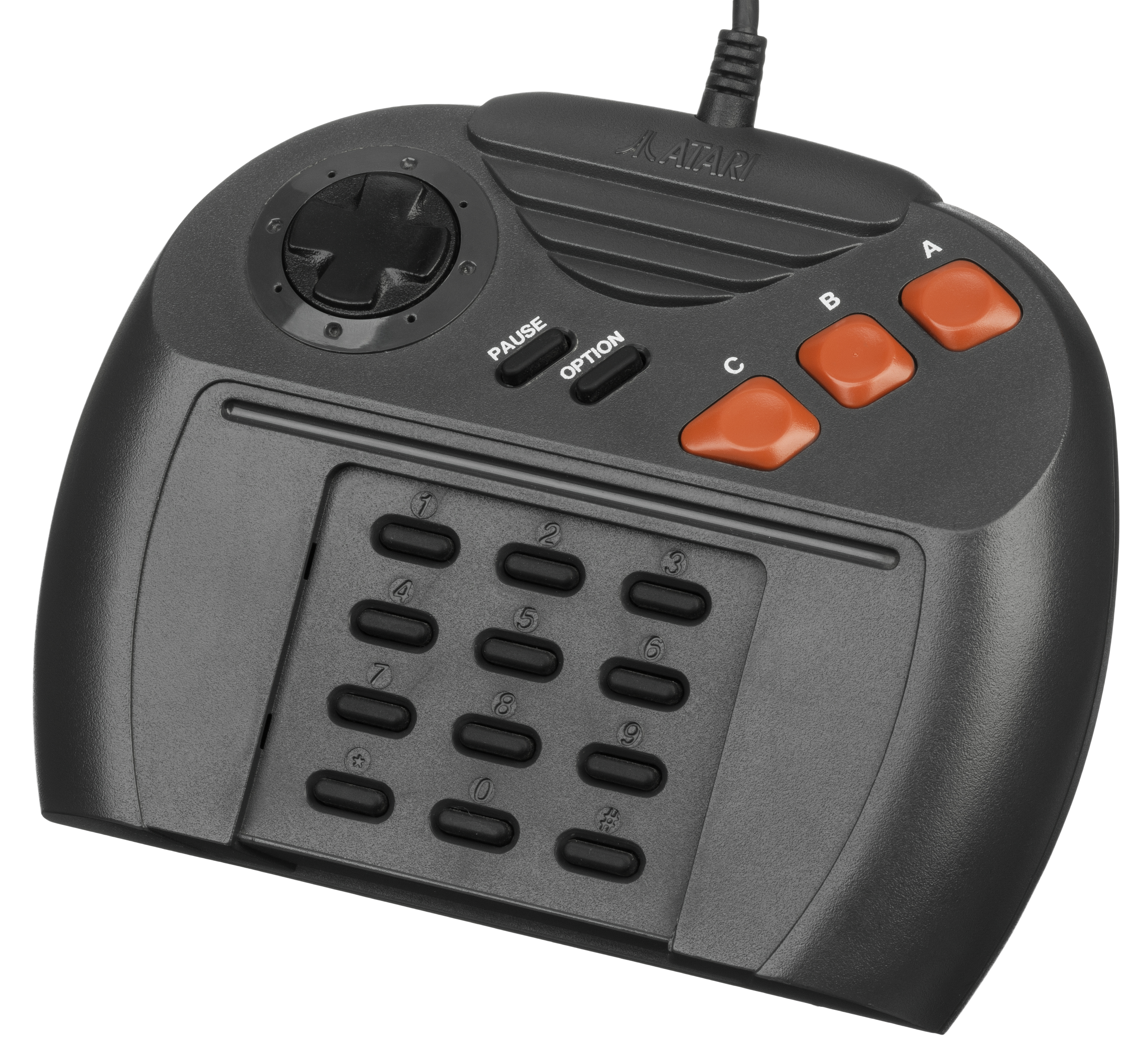
Standard-Controller „PowerPad“

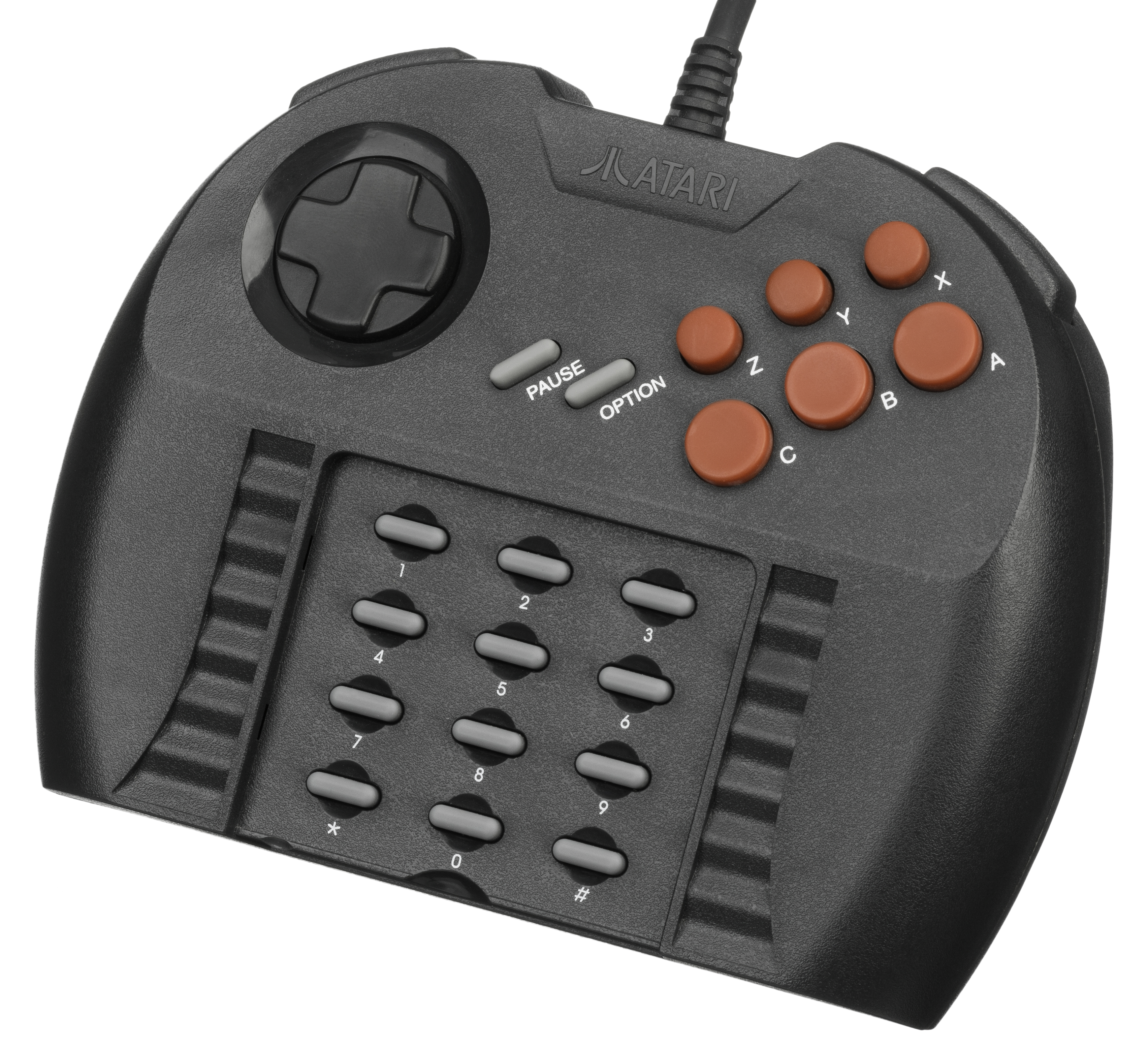
Controller „ProController“

Die beiden Controller – wobei der ProController erst Ende 1995 verfügbar war – unterscheiden sich sowohl in der Handhabung, als auch in der Ergonomie und in den Tasten. Der ProController ist dünner und kleiner als das StandardPad und das Steuerkreuz fällt deutlich flacher aus und ist damit leichter bedienbar. Daneben bietet der ProController zwei Schulterbuttons und drei zusätzliche Feuerknöpfe – X, Y und Z. Diese zusätzlichen Knöpfe werden jedoch nur von den wenigsten Spielen sinnvoll unterstützt, da sie nur verdoppelte Punkte des Tastenfeldes sind (die Knöpfe X, Y und Z entsprechen der Reihe 7, 8 und 9; die Schulterbuttons L und R sind mit den Knöpfen 4 und 6 verbunden). Sie wurden erst von einigen der letzten Spiele gezielt integriert. Das Standard-Pad gibt es in Schwarz/Rot und, angepasst an das Design der Falcon-Computer, als PowerPad in Grau/Blau. Bei beiden Controllern ist der Nummernblock vertieft und an den Seiten mit Schlitzen versehen, dort finden von einigen Spielen die beigelegten sogenannten Overlays Platz.
Findige Bastler aus der Atari-Homebrew-Community bauten die sogenannten Rotary-Controller, welche vom offiziell erschienenen Spiel Tempest 2000 sowie von Homebrew-Titeln wie Impulse X oder Kobayashi Maru unterstützt werden. Es ist anzunehmen, dass weitere Spiele folgen werden. Rotarys besitzen einen Drehknopf, ähnlich den Tennis-Controllern für das Atari VCS, mit dessen Hilfe sich einige Spielarten leichter und vor allem präziser steuern lassen. Vier Varianten des Rotary-Controllers sind verbreitet.
Ein umgebauter Standard- oder Pro-Controller, an dem das DigiPad durch einen Drehknopf ersetzt wurde, oder ein Standard- oder Pro-Controller, bei dem zusätzlich unterhalb des DigiPads ein Drehknopf angebracht ist. Mittels Schalter kann zwischen Digipad und Drehknopf umgeschaltet werden.

### Jaguar Virtual Reality

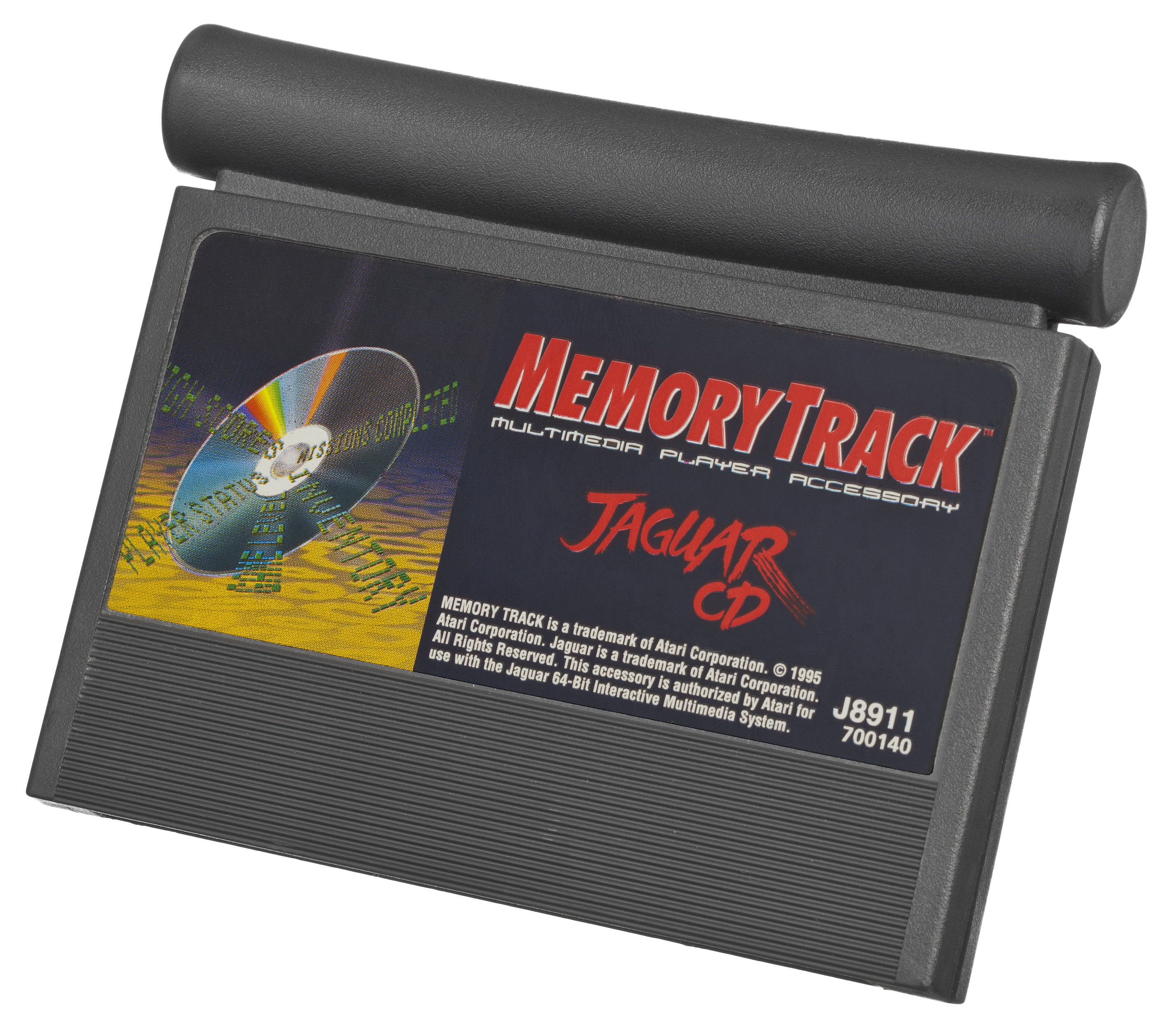
Memory Track RAM-Kassette

Das VR-System, welches seit 1993 entwickelt wurde, fand nie den Weg zur Marktreife, obwohl es 1994 bereits auf Messen vorgestellt wurde. Die Einzelteile bestehen aus einem Helm mit integriertem Bildschirm, einem Handcontroller mit Feuerknopf und einem Empfänger. Atari zögerte den Erscheinungstermin immer weiter hinaus und gab das System schließlich ganz auf. Das einzige erschienene Spiel mit VR-Unterstützung ist Missile Command 3D.

Heute existieren zwei funktionstüchtige Prototypen. Der von verschiedenen Messen bekannte rote VR-Helm mit einer geringeren (Low-Resolution) Auflösung und ein blauer Helm mit einer höheren Auflösung (High-Resolution). Das blaue VR-Headset wurde im Rahmen des „European Atari Jaguar Festivals“ kurz ejagfest im Herbst 2007 erstmals in Europa, genauer gesagt in Deutschland, gezeigt und konnte auch ausprobiert werden. Weitere Vorführungen auf Retro-Gaming Veranstaltungen fanden in den folgenden Monaten statt. Mittlerweile befindet sich das blaue VR-Headset wieder in Sammlerhand in Italien.

### JaguarCD

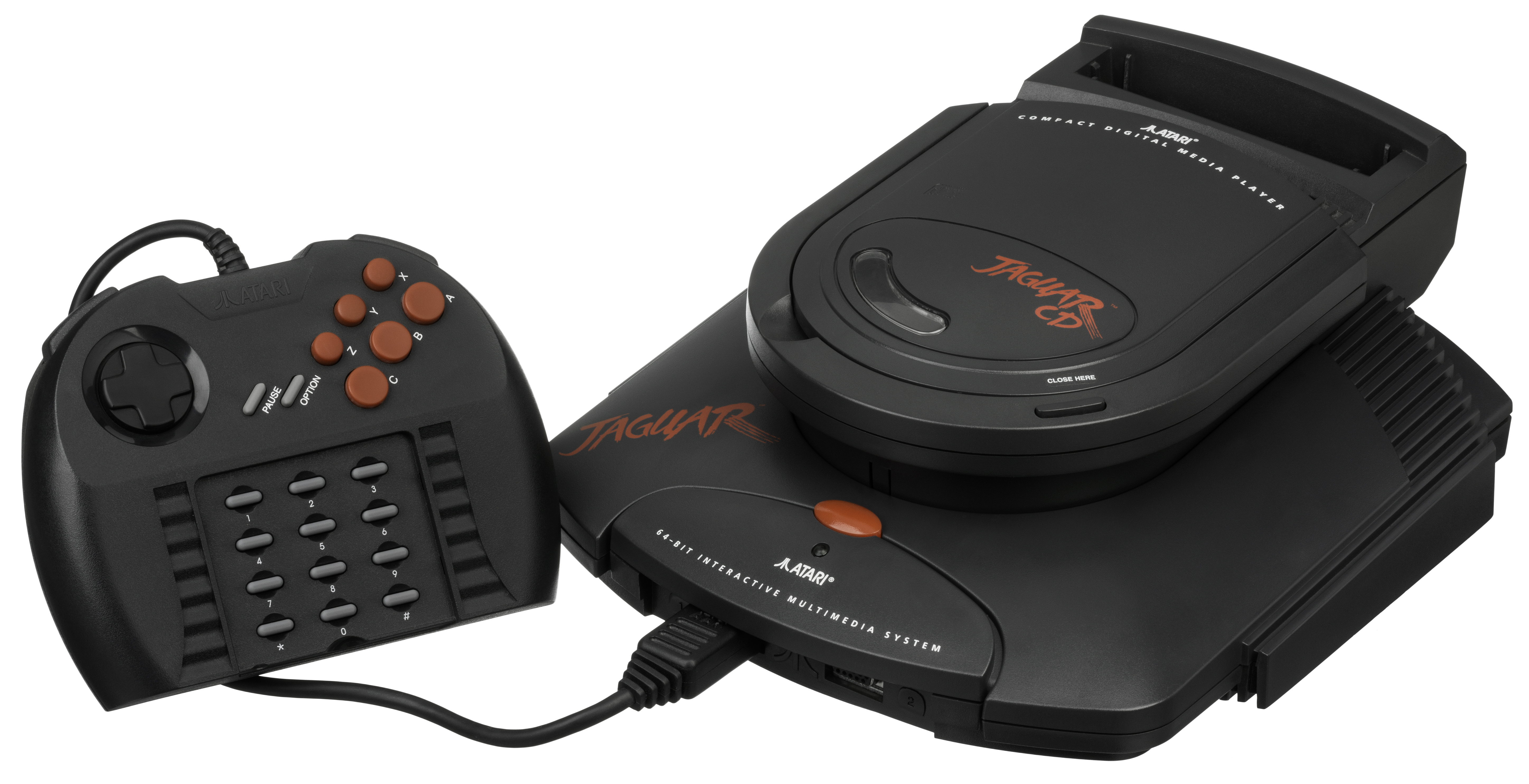
Atari Jaguar CD

Im September 1995 kam, ebenfalls nach langer Ankündigung, das JaguarCD-Laufwerk heraus. Im Lieferumfang waren neben dem Laufwerk eine Demoversion von Myst, der Soundtrack zu Tempest 2000, sowie die Spiele Blue Lightning und Vid Grid enthalten. Im JaguarCD ist eine von Jeff Minter programmierte „Virtual Light Machine“ im Bios integriert, die beim Abspielen einer Audio-CD verschiedene optische Effekte abspielt und somit der direkte Vorgänger der entsprechenden Software in den Nuon-DVD-Playern und der Xbox 360 ist, die ebenfalls von Jeff Minter stammt. Um Spielstände speichern zu können, ist der MemoryTrack, eine Speicherkarte, notwendig. Der Modulschacht des JaguarCD ist durchgeschleift und kann daher auch die normalen Spielmodule aufnehmen.

### Sonstiges
- JagLink: Damit ist es möglich, mehrere Konsolen miteinander zu verbinden und so gegeneinander zu spielen. Wird z. B. von „Doom“ unterstützt.
- TeamTap: Damit werden die Controller-Schnittstellen eines Jaguars vervierfacht. Es ist möglich, 2 TeamTaps anzuschließen. Unter anderem wird diese Multiplayer-Lösung von „White Men Can’t Jump“ und „NBA Jam Tournament Edition“ unterstützt.
- Jaguar Modem: Nur Prototypen vorhanden. Geplant war eine Anbindung des Jaguars an das Internet. Einziges Spiel mit Modemunterstützung ist „Ultra Vortek“.
- ICD CatBox: Die CatBox erweitert den Jaguar um die Ein- und Ausgänge für Composite Video, S-Video, RGB-Ausgang, Stereo- und Mono-Audio-Ausgänge, zwei Kopfhöreranschlüsse mit Lautstärkeregler, RS-232- und RJ11-Kommunikationsanschlüsse sowie einen DSP-Anschluss. Die Metallbox wird an die Rückseite des Jaguars gesteckt.

## Nachfolgemodelle

### Jaguar 2
Diese Konsole (Codename midsummer) war für Ende 1996 als Konkurrenz zu den Konsolen PlayStation, Sega Saturn und Nintendo 64 zum Release vorgesehen und wurde aufgrund der Fusion mit JTS, einem Tochterunternehmen der Tandon Corporation, und Ataris finanziell prekärer Situation nicht fertiggestellt. Insgesamt wurden für den Jaguar 2 acht Prozessoren entwickelt, die sich die Arbeit teilen sollten, allein „Tom 2“ beinhaltet fünf dieser Prozessoren: Die 64-Bit RISC-GPU mit 64/128-Bit-Register, getaktet mit 63,951 MHz, einen programmierbaren 64-Bit-RISC-Objekt-Prozessor, den Blitter, die 64-Bit-RISC-Texture Mapping Engine mit bis zu 2,5 Mio. Polygonen pro Sekunde (ohne Texturen) und einen JPEG/MPEG-Chip. Daneben kamen „Jerry 2“ (Sound), ein 32-Bit-DSP (53,3 MHz) und ein Motorola 68EC020 (26,59 MHz) zum Einsatz. Ebenso wie der Jaguar sollte der Jaguar 2 mit Modulen und CD-ROMs umgehen können, die entsprechenden Schnittstellen waren auf dem Prototyp vorhanden.

### JagDuo
Auch die Zusammenfassung des Jaguars und des CD-Laufwerks in ein Gehäuse wurde vor der Fertigstellung wieder aufgegeben. Es existieren lediglich leere Gehäuse.

### HotRod
Es wurde später eine Dentalkamera mit Jaguar-Gehäuse unter dem Namen HotRod angeboten.

## Spiele

### Module
- Air Cars (ICD)
- Alien vs. Predator (Atari)
- Atari Karts (Atari/Miracle Design)
- Attack of the Mutant Penguins (Atari)
- Barkley Shut Up And Jam! (Atari Prototyp)
- Battlesphere + BattleSphere GOLD (scatoLOGIC)
- Breakout 2000 (Telegames)
- Brett Hull NHL Hockey (Atari Prototyp)
- Brutal Sports Football (Atari)
- Bubsy in: Fractured Furry Tales (Atari)
- Cannon Fodder (Virgin)
- Checkered Flag (Atari)
- Club Drive (Atari)
- Cybermorph (Atari/Attention To Detail)
- Defender 2000 (Atari)
- Doom (Atari/id Software)
- Double Dragon V: The Shadow Falls (Williams)
- Dragon: The Bruce Lee Story (Atari)
- Evolution: Dino Dudes (Atari)
- Fever Pitch Soccer (Atari)
- Fight For Life (Atari)
- Flashback (Computerspiel) (US Gold)
- Flip Out (Atari)
- Hover Strike (Atari)
- Hyper Force (Songbird Productions)
- I-War (Atari)
- International Sensible Soccer (Telegames)
- Iron Soldier (Atari/Eclipse) + Iron Soldier 2 (Telegames/Eclipse)
- Kasumi Ninja (Atari)
- Missile Command 3D (Atari/Virtuality)
- NBA Jam Tournament (Atari)
- Pinball Fantasies (21st Century)
- Pitfall: Das Maya-Abenteuer (Atari/Activision)
- Power Drive Rally (Time Warner)
- Protector + Protector Special Edition (Songbird Productions)
- Raiden (Atari/Fabtek)
- Rayman (Ubi Soft)
- Ruiner Pinball (Atari)
- Skycopter (Carousel/WalMart)
- Skyhammer (Songbird Productions)
- Soccer Kid (Songbird Productions)
- Space War 2000 (Atari Prototyp)
- Speedster II (Carousel/WalMart)
- Super Burnout (Atari)
- Supercross 3D (Atari)
- Syndicate (Ocean)
- Tempest 2000 (Atari)
- Theme Park (Ocean/Bullfrog)
- Total Carnage (Songbird Productions)
- Towers II (Telegames)
- Trevor McFur in the Crescent Galaxy (Atari)
- Troy Aikman NFL Football (Williams)
- Ultra Vortek (Atari)
- Val D’Isere Skiing and Snowboarding (Atari)
- White Men Can’t Jump (Atari)
- Wolfenstein 3D (Atari/id Software)
- Worms (Telegames)
- Zero 5 (Telegames)
- Zool 2 (Atari)
- Zoop (Atari)

### CD-ROM
- American Hero (Prototyp existiert)
- Baldies (Atari)
- Battlemorph (Atari/Attention To Detail)
- Black Ice White Noise (B.J. West - Prototyp existiert)
- Blue Lightning (Atari/Epyx)
- Brain Dead 13 (ReadySoft)
- Caves Of Fear (?)
- Demolition Man / Commander Blood (?)
- Dragon’s Lair (ReadySoft)
- Highlander: The Last Of The MacLeods (Atari)
- Hover Strike: Unconquered Lands (Atari)
- Iron Soldier 2 (Telegames/Eclipse)
- Double Feature #1 (Matthias Domin)
- Jag-Ads (Starcat Developments)
- Myst (Atari/Cyan)
- Native Demo (Songbird Productions)
- Ocean Depths (Starcat Developments)
- Painter (Sinister Developments)
- Phase Zero Demo (?)
- Primal Rage (Time Warner)
- Soulstar (?)
- Space Ace (ReadySoft)
- Varuna's Forces (?)
- Vid Grid (Atari)
- World Tour Racing (Telegames)

Weitere Titel waren angekündigt, wurden jedoch nicht mehr umgesetzt. Einige Spiele sind per Emulator auf dem PC lauffähig.
Siehe auch Kategorie:Jaguar-Spiel.